# Corso Regina Margherita
Corso Regina Margherita (anche noto in città semplicemente come Corso Regina) è una delle principali arterie stradali torinesi e costituisce il corso più lungo dell'intera città di ben 8 km insieme a Corso Francia.

## Storia
Intitolato alla regina Margherita di Savoia, prima regina d'Italia, il corso è stato tracciato nel XIX secolo, quando la città di Torino avviava la sua espansione oltre l'antico perimetro delle mura romane, cominciando il periodo dell'espansione industriale, terminato negli anni 1990.
Esisteva già un antico viale prima del tracciato ed era chiamato "strada della circonvallazione" e poi Viale San Massimo e di Santa Barbara, a causa del nome di alcune sorgenti d'acqua presenti nella zona di Piazza della Repubblica.

## Percorso

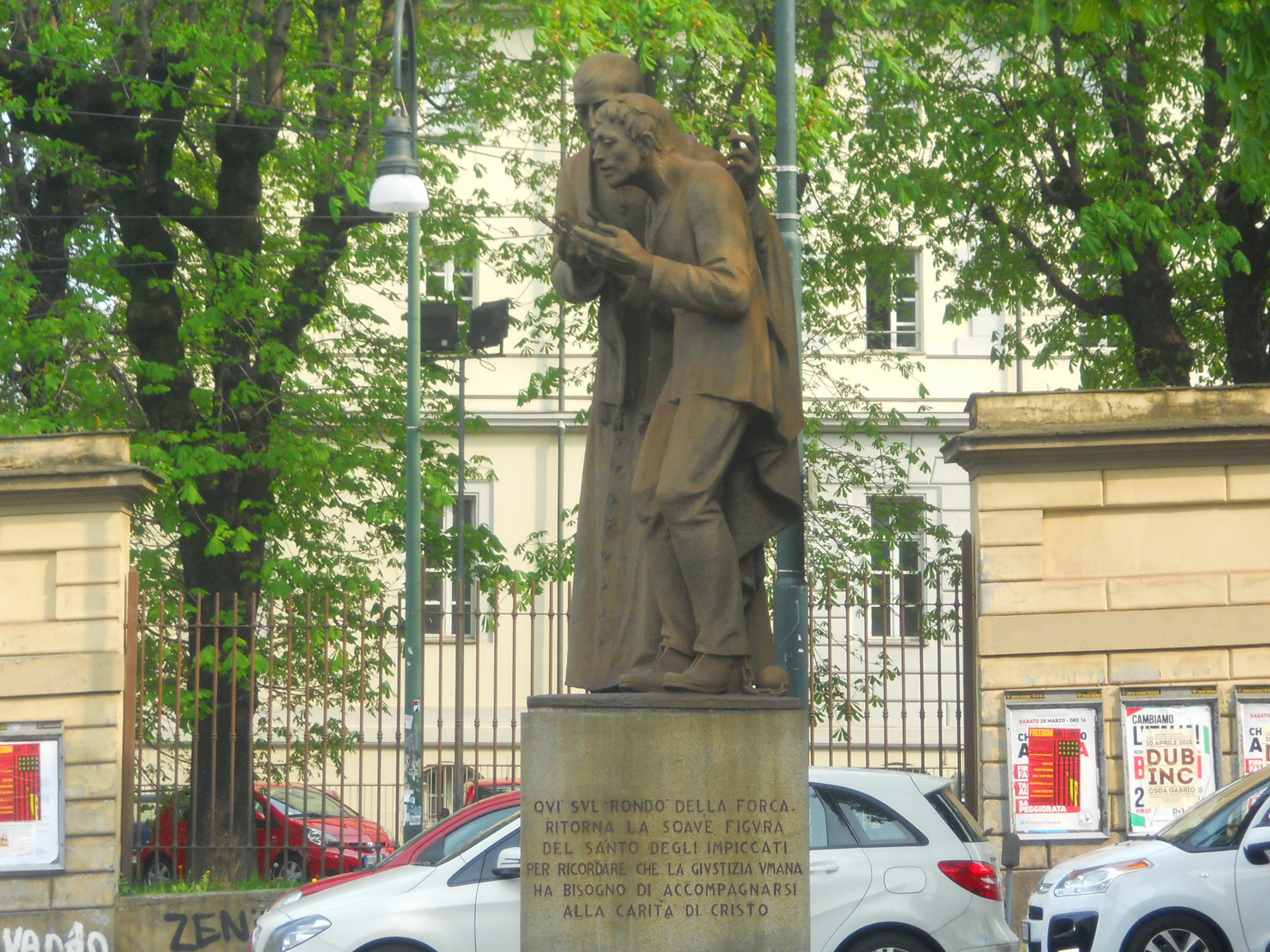
Monumento a San Giuseppe Cafasso al Rondò della forca

Corso Regina Margherita attraversa la città da est ad ovest, separando la zona Nord dal centro storico d'impostazione romana, in particolare delimitando il confine fra il quartiere Aurora (a nord) e il Centro storico della città (a sud).

A partire dal lato est, ovvero dal fiume Po, il corso percorre il quartiere Borgo Vanchiglia / Vanchiglietta, lambisce alla sua sinistra i Giardini Reali e le Porte Palatine e, tramite un tunnel inaugurato nel giugno 2000, supera Piazza della Repubblica.
Proseguendo in direzione ovest, attraversa il Rondò della Forca (dove fino al XIX secolo si eseguivano pubbliche impiccagioni e dove esiste dal 1961 un monumento dedicato a Giuseppe Cafasso, il cosiddetto "prete degli impiccati"), prosegue nel rione Valdocco e, superato corso Principe Oddone tramite un altro sottopasso, attraversa il quartiere San Donato, per poi costeggiare il lato nord del Parco della Pellerina e terminare il suo sviluppo nell'estremo ovest della città al confine comunale con Collegno.
In corso Regina Margherita è ubicata la sede principale dei Vigili del Fuoco, che aveva la storica sede, dal 1883 al 1993, presso Piazza della Repubblica al civico 126; in seguito fu spostata all'altezza del civico 200, mentre negli ultimi anni è stata nuovamente trasferita presso una nuova struttura al civico 330.
Il 27 ottobre 2016 il Comune ha intitolato un'area verde ai Vigili del Fuoco, di fronte alla ex-sede, dismessa, del civico 126.
Al civico numero 242 aveva sede storica l'azienda dolciaria produttrice delle note Pastiglie Leone; il fabbricato è ora in fase di riconversione abitativa.

## Opificio Militare, ex sede Venchi & Unica
La ditta di confetti e caramelle "Silvano Venchi & C." nacque nel 1878 in borgo Vanchiglia, ma nel 1905 venne deliberata la costruzione di un nuovo stabilimento in Corso Regina Margherita numero civico 16 (Vanchiglietta), di oltre 12.000 metri quadrati, per circa 500 operai. Un edificio industriale con uffici fu progettato nel 1907 dall'ingegnere Pietro Fenoglio (1865-1927), mentre le sopraelevazioni dei corpi laterali sono successive. Nel 1934 le due più grandi aziende dolciarie torinesi, "Venchi" e "Unica", quest'ultima nata nel 1924, si unirono in un unico marchio, "Venchi & Unica".
Nel 1938 l'edificio venne espropriato dall'Esercito per fabbricare calzature e altri oggetti in cuoio.
L'opificio militare fu bombardato la notte del 13 luglio 1943 da aerei inglesi con bombe di grosso e grossissimo calibro. A seguito del bombardamento, cinque locali a uso industriale furono completamente distrutti. Il resto, eccetto sei locali rimasti integri, fu gravemente sinistrato con crollo di muri e soffitti.

Abbandonato dai militari di guardia tra il 9 e il 10 settembre 1943, in seguito allo sbandamento dell'esercito dopo l'armistizio, il deposito venne invaso dagli abitanti della zona, alla ricerca di vestiario, scarpe, coperte, stoffe, ormai introvabili dopo tre anni di guerra.
Intorno a mezzogiorno dell'11 settembre, alcune pattuglie tedesche giunsero improvvisamente, sparando e lanciando granate sulla folla che stava svuotando l'Opificio: sul terreno rimasero nove morti e diciassette feriti.

Oggi l'edificio è sede dell'Associazione Nazionale Bersaglieri, della Associazione Nazionale Paracadutisti d'Italia e della Associazione Nazionale Volontari di Guerra, ma nessuna targa ricorda l'eccidio del settembre 1943.

## Trasporti
Il corso è percorso da numerose linee di tram della rete urbana di trasporti, il 3, 4, 9, 15, 16 e da altre linee di autobus.
L'arteria ospita in grandissima parte del suo tracciato sedi protette poste ai lati della carreggiata centrale, riservate alle motrici tranviarie e inaccessibili a mezzi privati e a tutti i trasporti su gomma, con l'unica eccezione degli incroci e alcuni tratti, dove sono presenti corsie preferenziali. La presenza di queste sedi protette incrementa la competitività del tram rispetto agli automezzi soprattutto in caso di grande affollamento nella carreggiata, aumentata dal fatto che non sono asfaltate (a differenza di corso Giulio Cesare e di corso Luigi Einaudi) non consentendo fisicamente l'accesso ad altri mezzi al di fuori del tram, ottimizzando così la velocità dei convogli e diminuendo il rischio di incidenti.
Questa peculiarità tipica del corso è dovuta a un progetto risalente al 1982 come parte di una griglia di metropolitana leggera destinata a coprire le principali arterie cittadine, ma non è poi stata attuata negli altri corsi, se non in minima parte.
A partire dal 1884 e fino al 1954 corso Regina Margherita fu percorso dai convogli della tranvia interurbana per Settimo Torinese Tranvia Torino-Settimo Torinese, mentre a partire dal 1927 e fino al 1940 in corso Regina Margherita faceva capolinea la tranvia interurbana per Chivasso e Brusasco.
I lavori all'incrocio con corso Principe Oddone sono terminati nel giugno 2016; prima il sottopasso precedente era stato oggetto di lavori connessi al cantiere per il completamento dell'interramento della linea ferroviaria per Milano, in corrispondenza dell'incrocio con il suddetto corso.
 Il tratto è stato riaperto il 7 dicembre 2011 dopo un anno di lavori, che hanno visto la demolizione della vecchia struttura del 1927 e una nuova impermeabilizzazione del manto stradale.

## Galleria d'immagini

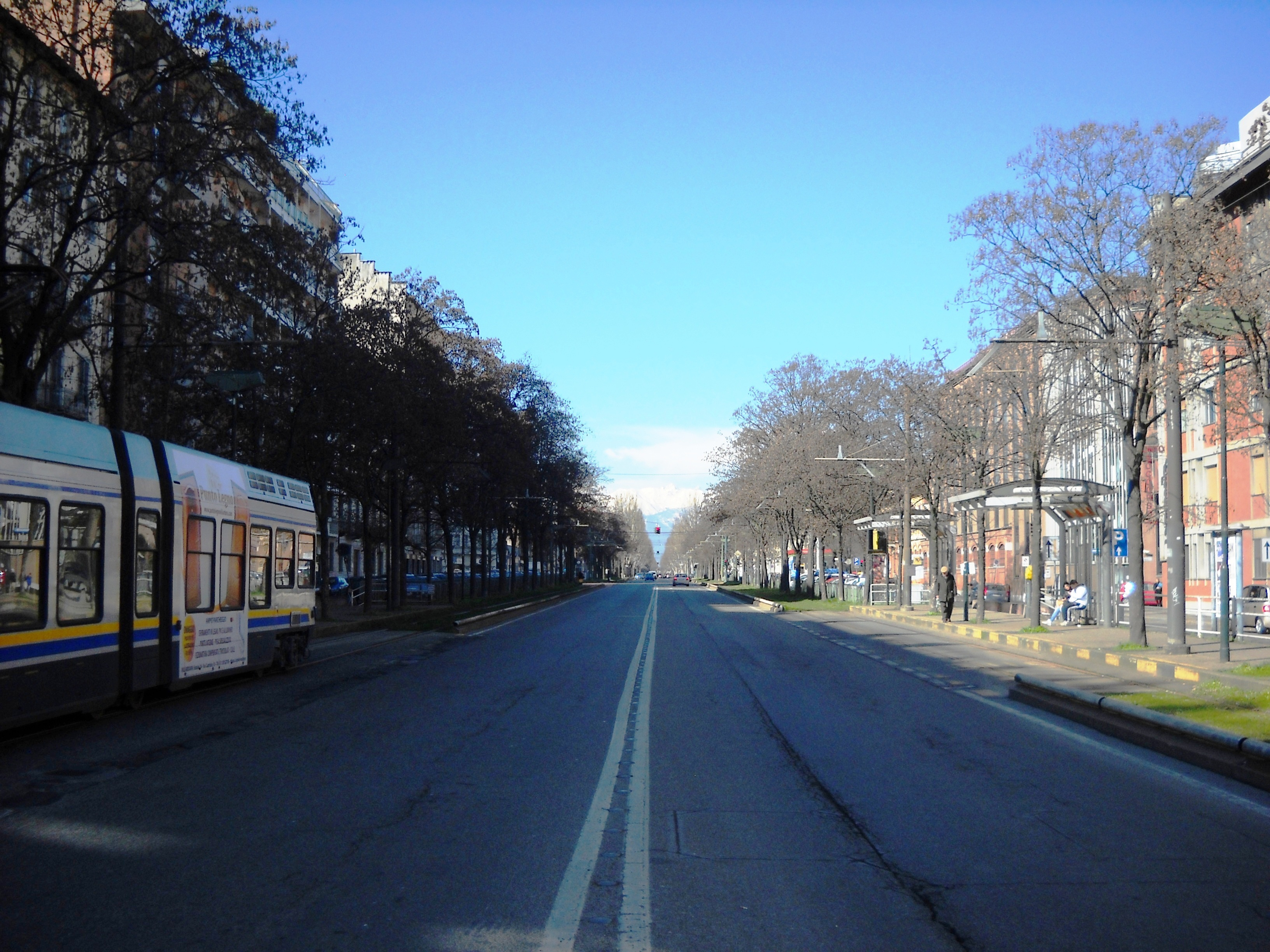
Panoramica del corso Regina Margherita visto dal Lungo Po
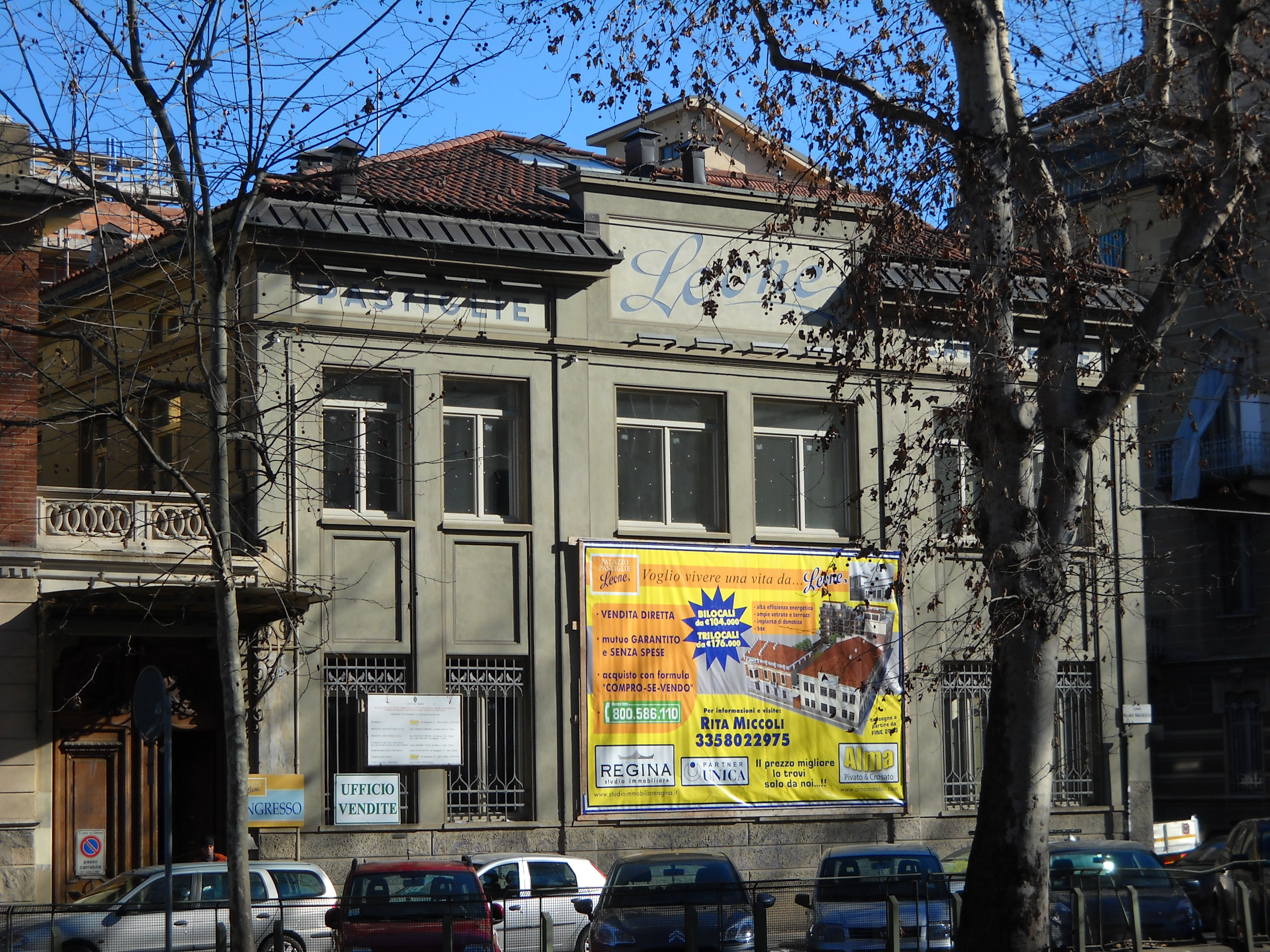
Ex sede dell'azienda dolciaria Pastiglie Leone, in fase di riconversione ad uso abitativo
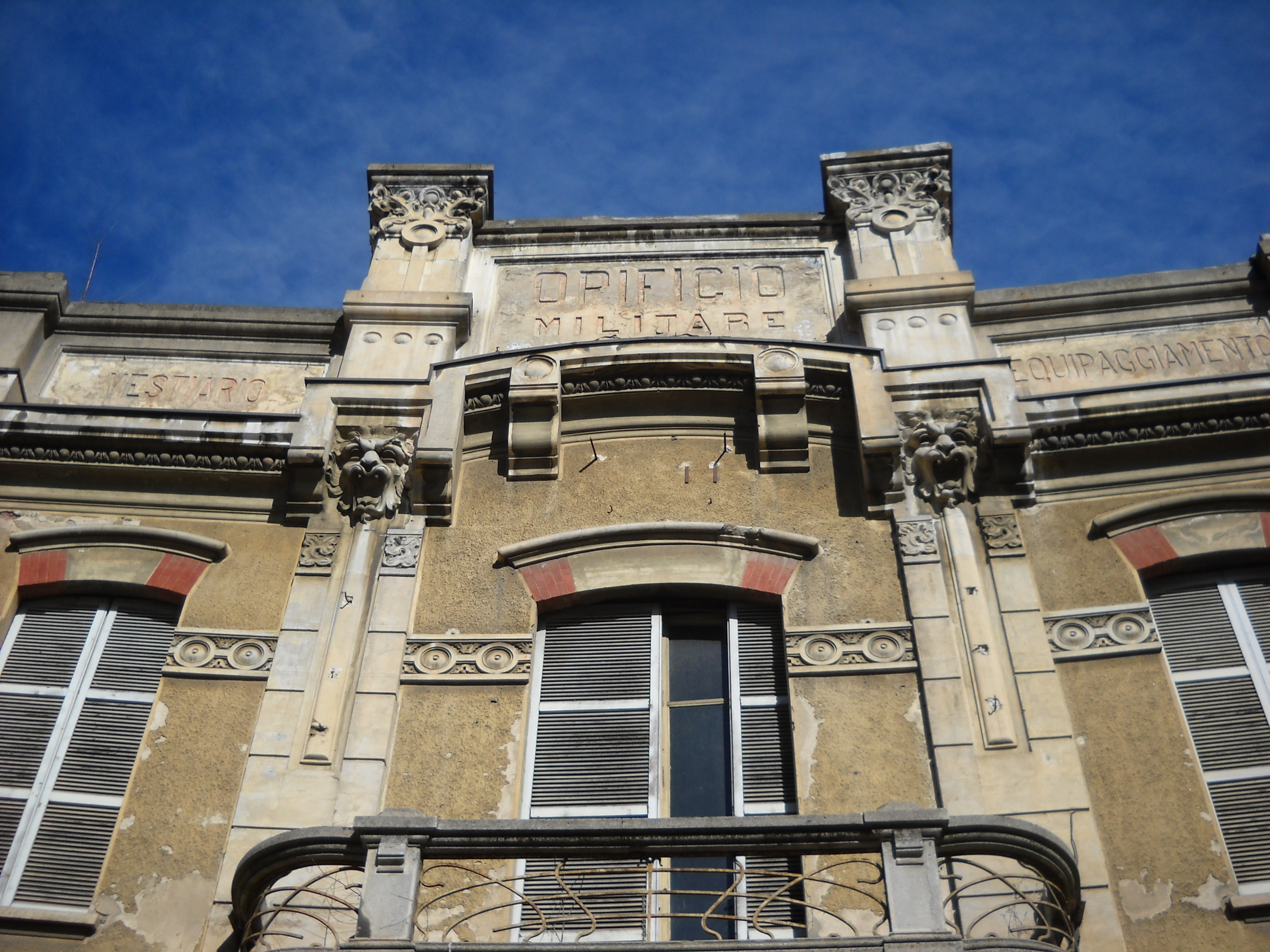
Facciata dell'ex-Opificio Militare
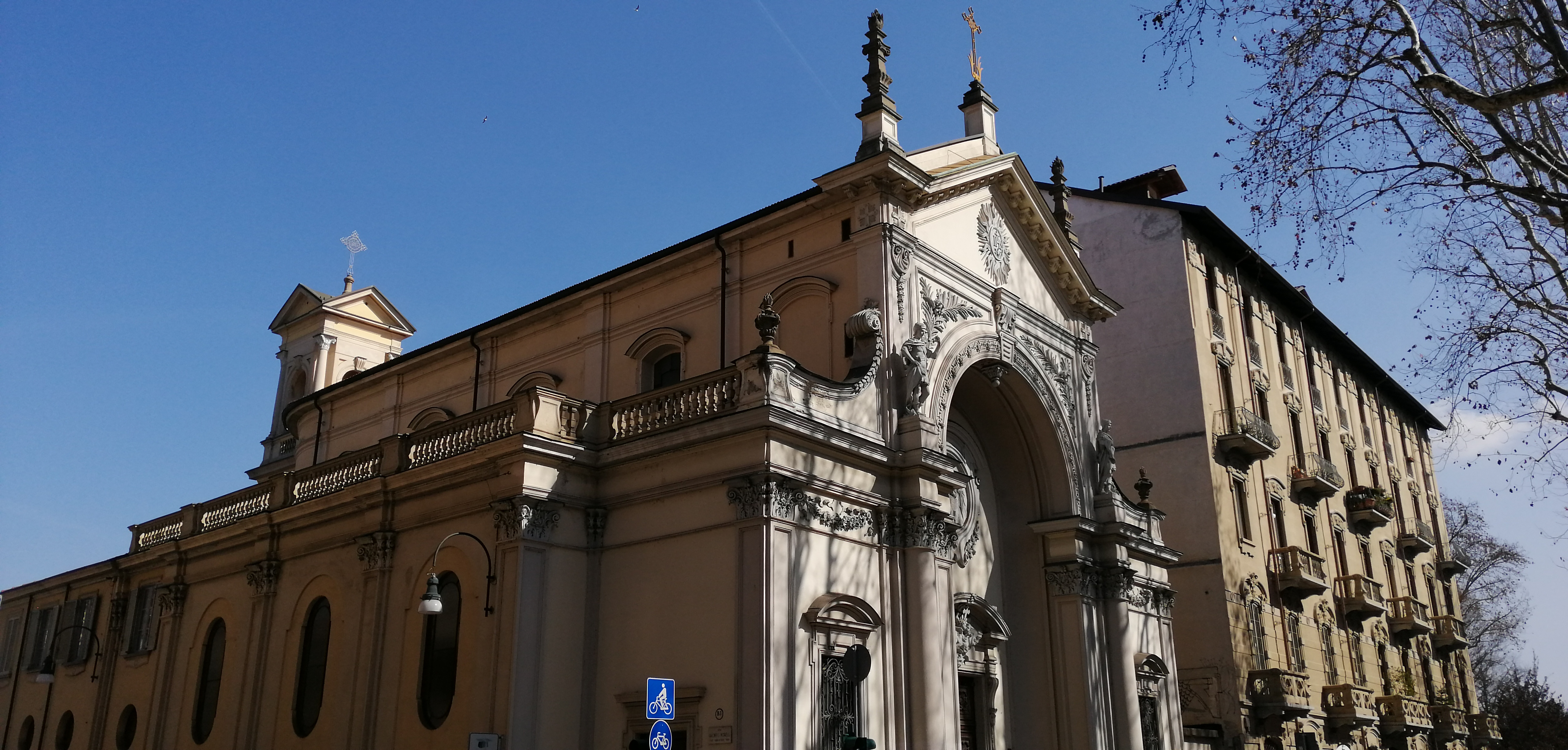
Chiesa del Santissimo Nome di Gesù